# Kizwatana
Kizwatana to ziemie w południowo-zachodniej Anatolii. Teren graniczny między huryckim państwem Mitanni a krajem Hetytów. Ok. 1350 r. przed Chr. teren ten został opanowany przez Hetytów pod wodzą Suppiluliumasa I. Wcześniej mimo że pod wpływem Mitanni nie był obszarem jednolitym politycznie.